# Deutscher Gerichtsvollzieher-Bund
Der Deutsche Gerichtsvollzieher-Bund e. V. (kurz: DGVB; Eigenschreibweise: Deutscher Gerichtsvollzieher Bund) ist eine Fachgewerkschaft im DBB Beamtenbund und Tarifunion mit Sitz in Berlin und vertritt die in den Landesverbänden organisierten Gerichtsvollzieher. Bundesvorsitzender ist Karlheinz Brunner (Stand Juni 2019).
Der DGVB wurde am 15. Januar 1909 gegründet und am 2. Oktober 1971 in das Vereinsregister des Amtsgerichts Berlin-Charlottenburg eingetragen.
Die Landesverbände Bayern, Hamburg und Schleswig-Holstein waren aus dem Deutschen Gerichtsvollzieher-Bund ausgetreten, so dass der DGVB nur noch die Gerichtsvollzieher in 13 Bundesländern vertrat. Seit dem 2. Oktober 2021 ist mit Schleswig-Holstein nach Bayern und Hamburg wieder jeder Landesverband Mitglied im DGVB.  In Baden-Württemberg, Niedersachsen und Nordrhein-Westfalen bestehen neben Landesverbänden auch Bezirksverbände.

## Deutsche Gerichtsvollzieher Zeitung
Der DGVB bringt im monatlichen Rhythmus die Deutsche Gerichtsvollzieher Zeitung (DGVZ) heraus. Diese erscheint seit 1881 unter verschiedenen Herausgebern. Die verkaufte Auflage liegt mit Stand Dezember 2013 bei über 5400 Exemplaren.